# HD 135438
HD 135438，又名BD+32 2561，SAO 64574、HR 5674，是一颗恒星，视星等为5.99，位于銀經50.19，銀緯58.74，其B1900.0坐标为赤經15h 10m 0.3s，赤緯+32° 58.74′ 40″。